# Novafeltria
Novafeltria ist eine italienische Gemeinde (comune) mit 7000 Einwohnern (Stand 31. Dezember 2024) in der Provinz Rimini in der Emilia-Romagna.

## Geographie

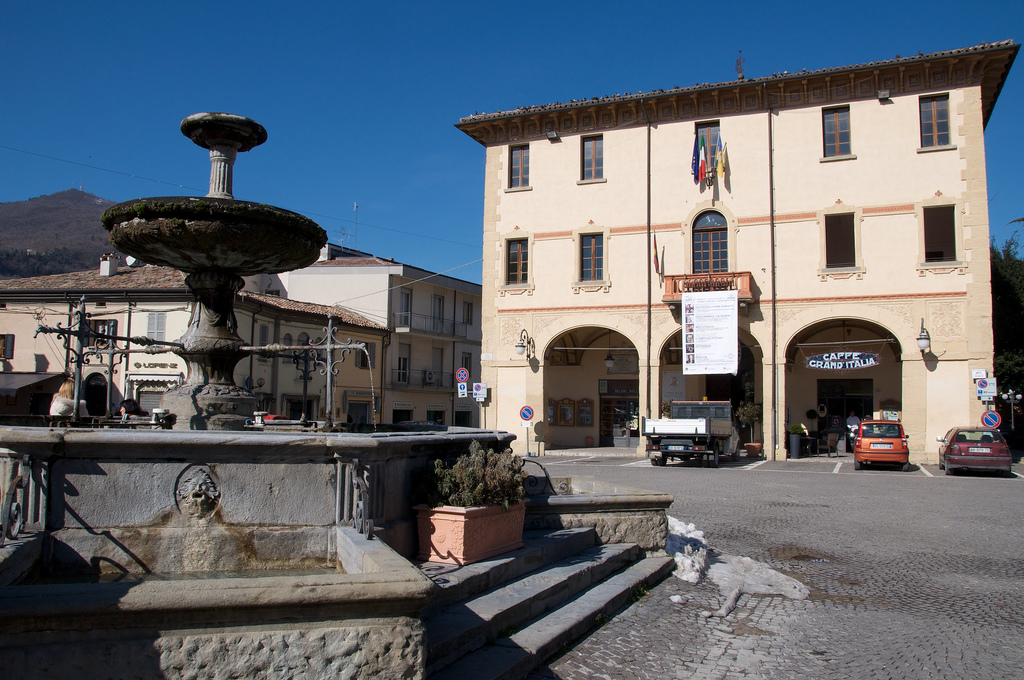
Gemeindeverwaltung von Novafeltria

Die Gemeinde liegt etwa 30 Kilometer südwestlich von Rimini und etwa 30 Kilometer südsüdöstlich von Cesena am Marecchia. Novafeltria ist Teil der Comunità Montana Alta Valmarecchia.
Ortsteile (frazioni) sind neben dem Hauptort Novafeltria (ca. 3900 Einwohner), Miniera, Perticara, Ponte Santa Maria Maddalena, Sartiano, Secchiano und Torricella.
Die Nachbargemeinden sind Maiolo, Mercato Saraceno (FC), Pennabilli, Poggio Torriana, San Leo, Sant’Agata Feltria, Sogliano al Rubicone (FC) und Talamello.

## Geschichte
Der Ortskern hat seinen Ursprung in der Mitte des 10. Jahrhunderts mit der Errichtung einer Petrus-Kapelle.
Anfang des 20. Jahrhunderts wurde die Gemeinde aus Ortsteilen der heutigen Nachbargemeinde Talamello gebildet. Bis 1941 hieß die Gemeinde noch Mercatino Marecchia.
2009 kam die Gemeinde dann zur Provinz Rimini. Zuvor war sie Teil der Provinz Pesaro und Urbino. Die Neugliederung ist bis heute umstritten.

## Verkehr
Von 1922 bis 1960 bestand eine nichtelektrifizierte Schmalspurbahnstrecke von Rimini nach Novafeltria. An deren Stelle ist nunmehr eine Busverbindung getreten.

## Persönlichkeiten
- Benedetto Benedetti (1924–2014), Autor und Filmproduzent